# Greenyard Foods
 (juillet 2022).
Greenyard est devenu un leader mondial dans la transformation et la distribution de fruits et légumes en fusionnant quatre entreprises en 2015 : Univeg (fruits et légumes frais, fleurs et plantes), Pinguin (surgelés), Noliko (conserves de fruits et légumes) et Peltracom (substrats pour l'horticulture).

## Histoire
Le groupe prend ses origines avec l'entreprise Weduwe M.Dejonghe&Zonen qui commercialise des productions agricoles dont principalement des carottes. En 1965, une usine de surgélation est construite à Westrozebeke et devient le point de départ de l'entreprise qui prend le nom de Pinguin en 1968. Après une croissance continue, l'entrée en bourse se déroule en 1999. Dès lors une série de reprises marque une croissance externe dont le rachat de Lutosa en 2007, le rapprochement avec Noliko en 2011 ou l'acquisition en 2013 de plusieurs usines du Groupe CECAB préalablement louées.
Univeg a été fondé par un producteur de champignons Hein Deprez en 1987. Cette entreprise de distribution a connu une croissance rapide et devient un fournisseur mondial de fruits, légumes, fleurs et plantes par des acquisitions externes comme Bakker Barendrecht aux Pays-Bas, Katopé en France, Atlanta AG la branche allemande de Chiquita, le groupe Bocchi en Italie ou Alara en Turquie. La famille Deprez est aujourd'hui l'actionnaire principal du groupe Greenyard
Pinguin prend le nom de Greenyard Foods en 2013 et fusionne avec les entités Univeg et Peltracom en 2015.
La possibilité d'un rachat de Dole Food Company est évoquée en décembre 2017. Le cas échéant, Greenyard deviendrait leader mondial dans le domaine des fruits et légumes. Le 5 janvier 2018, les négociations sont définitivement abandonnées.

## Actionnaires
Au 22 avril 2019.

| Nom                                  | Actions    | %     |
| Deprez Holding                       | 21 861 427 | 49,3% |
| Thomas Ignatius Borman               | 3 638 552  | 8,20% |
| Kabouter Management                  | 2 292 842  | 5,17% |
| Greenyard Foods                      | 1 750 000  | 3,94% |
| KBC Asset Management                 | 757 065    | 1,71% |
| The Vanguard Group                   | 346 845    | 0,78% |
| BNP Paribas Asset Management France  | 175 800    | 0,40% |
| BNP Paribas Asset Management Belgium | 158 841    | 0,36% |
| Degroof Petercam Asset Management    | 128 000    | 0,29% |
| Norges Bank Investment Management    | 101 148    | 0,23% |

## Métiers
Quatre divisions ont été créées pour reprendre les métiers du groupe :
- Greenyard Prepared (Noliko) : transformation de fruits et légumes, fourniture d'ingrédients prêts à l’emploi pour des soupes, sauces, vinaigrettes...
- Greenyard Horticulture (Peltracom) : substrats pour les plantes, les fruits et les légumes.
- Greenyard Frozen (Pinguin) : transformation de fruits et légumes en produits surgelés.
- Greenyard Fresh (Univeg) : distribution de fruits et légumes frais, des fleurs et plantes.